# Hylslös ammunition

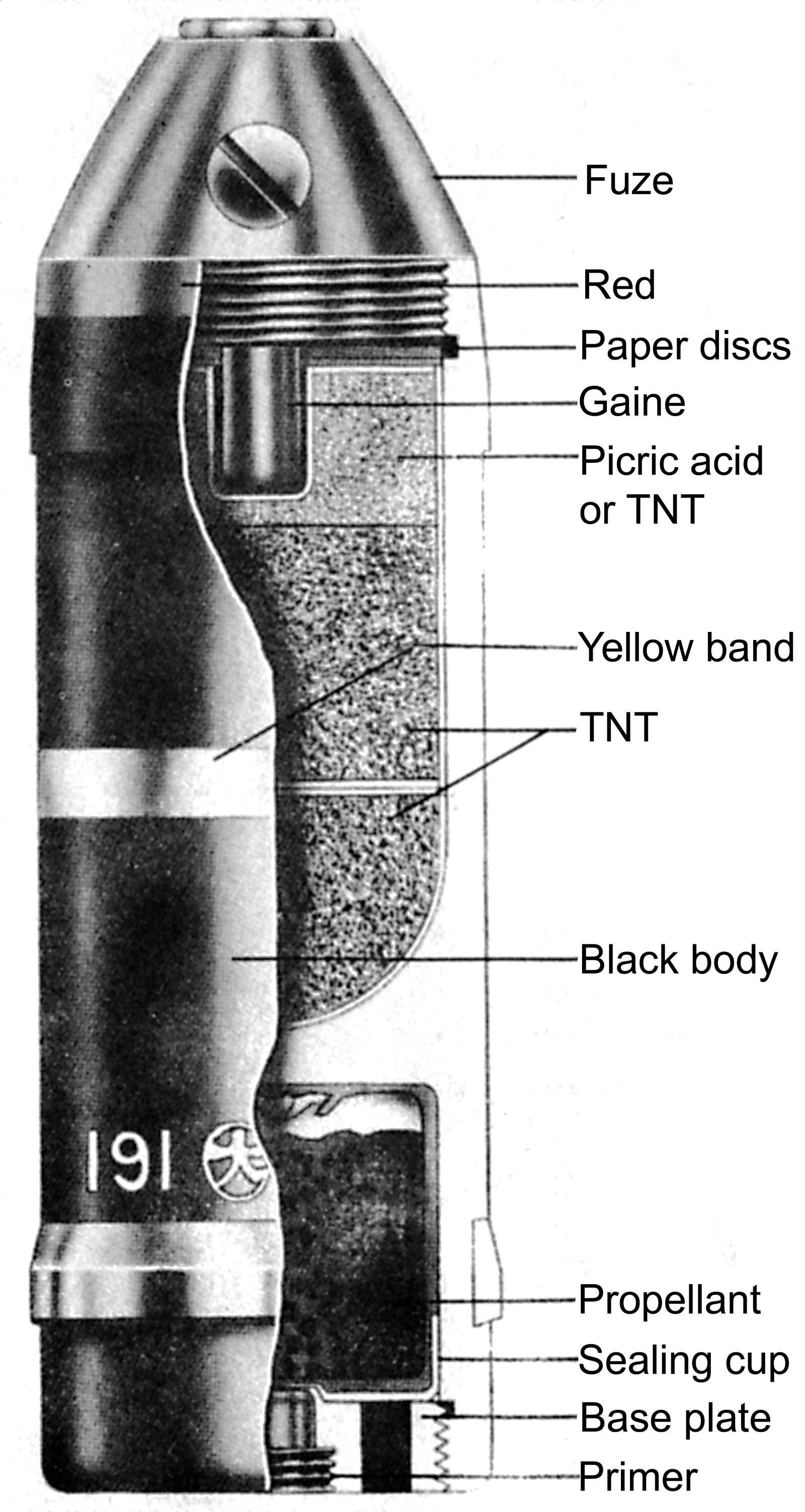
En japansk 40 mm impulsprojektil från andra världskriget. Dessa användes i automatkanonen Ho-301.

Hylslös ammunition (militär benämning impulsprojektil, kort IP) är en typ av eldvapenammunition som är ett mellanting av enhetspatroner och raketprojektiler. På engelska heter de "caseless ammunition" (hylslös ammunition) och detta beror på att de inte har en patronhylsa för drivladdningen. Istället har de likt raketer drivladdningen i bakdelen av projektilen. Dock skiljer de sig från raketer i brinntiden på drivladdningen då en raket har lång brinntid medan impulsprojektiler bara har kort brinntid likt en enhetspatron. (Militären klassar raketer med en brinntid under 0,2 sekunder som impulsprojektiler.)
En annan likhet mellan impulsprojektiler och enhetspatroner är att de båda avfyras från eldvapen, militärt kallade raketkanoner. Detta då impulsprojektiler som nämnt inte har lång brinntid som raketer och kräver att de skjuts från ett eldrör för att ha någorlunda mynningshastighet. Det är även vanligt att de saknar fenor likt en raket och kräver därför ett räfflat eldrör som ger dem en stabiliserande rotation i luften.
Historiskt har impulsprojektiler utvecklats för att försöka skapa en billigare typ av eldvapenammunition då en impulsprojektil inte kräver lika många moment under tillverkningen som en enhetspatron, samt att eldvapnen som skjuter dem inte behöver lika många rörliga delar då det inte finns någon hylsa som behöver slängas ut efter avfyrning. Dock har impulsprojektiler haft en mycket olycklig historia då prestandan på projektilerna ofta har varit alldeles för dålig för att de praktiskt ska kunna användas. Primärt är det mynningshastighet och träffsäkerhet som har varit dålig men även projektilernas pålitlighet har varit problematisk. Förutom detta har automatvapnen (militärt kallat raketkanon med automat) som ska skjuta dessa projektiler fungerat dåligt då restprodukterna av drivmedlet ofta har fått omladdningsmekanismen att fastna. 
På grund av ovannämnda problem har impulsprojektiler haft minimal användning historiskt och har för det mesta förblivit prototyper.

## Rekyl
Precis som enhetspatroner producerar hylslös ammunition rekyl. Dock har historiska vapen som skjuter hylslös ammunition hanterat rekylen på ett antal olika sätt. Vanligast verkar ha varit att behålla krutgaserna i eldkammaren likt en enhetspatron som då producerar full rekyl medan andra vapen har låtit en del av krutgaserna skjuta bakåt likt ett granatgevär. Anledningen till att låta krutgaserna skjuta bakåt likt ett granatgevär verkar ha gjorts som en lösning för att minska krutets restprodukter som fastnar i vapnet och inte som en direkt lösning för mindre rekyl.

## Historia

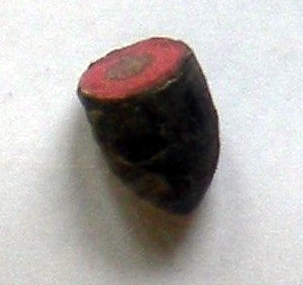
Walter Hunts "Rocket ball"

Impulsprojektiler har funnits teoretiskt lika länge som det har funnits eldvapen då det ligger nära till hands att stoppa drivladdningen i projektilen. Dock börjar idén till moderna impulsprojektiler komma fram på 1800-talet. På 1850-talet uppfann amerikanen Walter Hunt en typ av impulsprojektil till handeldvapen som han kallade "rocket ball" (raket-kula). De såldes tillsammans med vapen av Volcanic Repeating Arms i USA. Dock var dessa impulsprojektilerna kraftigt underpresterande och blev aldrig populära inom självförsvar, jakt eller militärtjänst.

### Andra världskriget

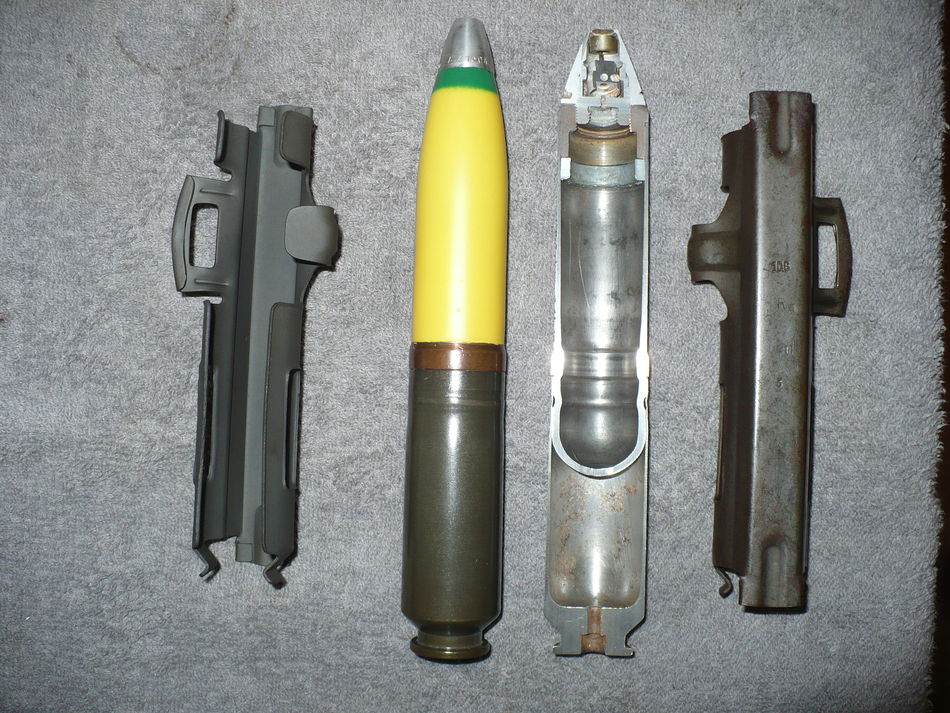
30 mm stålhylsepatron till Maschinenkanone MK 108.
Dessa stålhylsor gjorde att Nazityskland inte behövde gå över till impulsprojektiler under kriget för att spara koppar.

Under andra världskriget fick impulsprojektiler ett uppsving. Axelmakterna Nazityskland och Japan hade ont om resurser som koppar vilket behövdes för att göra mässingshylsor till enhetspatroner. På grund av detta började de undersöka om det var möjligt att istället använda impulsprojektiler för att slippa producera mässingshylsor. Nackdelarna med impulsprojektiler var väl kända så man tänkte primärt använda impulsprojektiler som flygplansbeväpning mot bombflygplan, då dessa inte kunde flyga undvikande manövrar och var stora måltavlor. Tyskland lyckades inte få fram ett praktiskt system för impulsprojektiler under kriget, utan började istället producera hylsor av stål. Japan lyckades ta fram ett någorlunda fungerande system. Detta var en 40 mm raketkanon med automat som fick namnet HO-301 och monterades på flygplan som Nakajima Ki-44 och Kawasaki Ki-45 Toryu. Den kom i bruk sent i kriget och fann viss lycka med att försvara Japans fastland mot bombflygplan.
Även Sverige gjorde försök att ta fram praktiska impulsprojektiler som flygbeväpning, men i slutändan valde man att använda attack- och jaktraketer istället.

## Impulsprojektiler i Sverige
Under slutet av andra världskriget hade Sverige inget bra flygburet vapen mot tunga bombflygplan. De planen man hade i tjänst var enbart beväpnade med automatkanoner som passade bra mot jaktflygplan och mellanstora bombflygplan. Man hade inte heller något bra billigt vapen mot markmål bortom dyra flygbomber. Då även flygraketer ansågs för dyrt började man först titta på impulsprojektiler som ett alternativ.
1943 började Bofors samarbeta med Militärfysiska institutet (MFI) för att utveckla en impulsprojektil för bruk på stridsflygplan mot både flyg- och markmål. Man tittade på flera kalibrar och kom fram till att en 62 mm projektil var tillräckligt kraftig för att slå ut även de största av bombflygplan med enbart en träff. För markmål tittade man på kraftigare projektiler, primärt i kalibrarna 95 och 120 mm.
Dessa skulle skjutas från enkelladdade raketkanoner monterade under vingen på flygplan, B 17, B 18, J 9, J 20 och J 21A samt från en raketkanon med automat monterad i kroppen på flygplan T 18B. När J 21R började projekteras 1944 kom möjligheten upp att montera raketkanonerna på J 21 i vingen istället för under vingen. Detta då konverteringen till jetdrift skulle ge möjligheten att ta bort vingkylarna. Det skulle även vara möjligt att förse dessa raketkanoner med automat.
För J 21R tänkte man sig antingen fyra 95 mm eller 120 mm raketkanoner för attackuppdrag eller sex 62 mm raketkanoner för jaktuppdrag. Detta gällde även de levererade J 21A som fanns i tjänst vid denna tidpunkt (1945) och den planerade J 21B, men då utan automat på grund av kylaren. Dessa skulle i sådana fall modifieras i fält. I J 21A:s fall skulle även bomkanonerna tas bort då dessa ansågs onödiga med den kraftigare beväpningen. Den minimala brottlastfaktorn beräknades till minst 12 G vilket var extremt bra för sin tid.

### IP-62
Den första impulsprojektilen man byggde var jaktversionen på 62 mm och byggdes redan 1943. Den fick namnet IP-62 där 62 står för projektilens ytterdiameter. IP-62 skulle skjutas från eldrör på ca 2 meter och hade en krutladdning med en brinntid på cirka 0,1 sekunder. De stabiliserades genom ett par snedställda dysor i bakplanet. Projektilvikten låg på cirka 3 kg med en sprängladdning på cirka 0,3 kg. 
Man gjorde flera markprov med IP-62 från flera olika typer av raketkanoner. En av dessa raketkanonerna var en "trippelautomat" byggd av Bofors. Den vägde ca 100 kg och laddades med 15 skott. Enligt dokument från krigsarkivet och flygvapenmuseum är det okänt hur Bofors planerade att denna skulle monteras på flygplan men det kan ju spekuleras att den antingen skulle monteras på J 21  i varsin innervinge eller i bombrummet på T 18B. 
Det första flygproven med IP på FC erhölls till den 22 juni 1944 och omfattade en provinstallation på en B 5. Detta gjordes primärt för att dokumentera spridning och träffsannolikhet. Detta gjordes i samarbeta med MFI. Tio skjutrör och 100 IP-62 ställdes till FC:s förfogade. B 5 nummer 7023 valdes för modifiering med raketkanon. Modifieringen gick snabbt och man var klar för provskjutning med skjutbock och flygplan redan den 21 juli. Proven utfördes på FC/VCVM's korthållsskjutbana. Resultaten ansågs godtagbara och luftskjutningar gjordes den 27 och 29 juli över Vättern. Som riktpunkt användes en förankrad träflotte. Provskjutningarna utfördes av den dåvarande chefen för provflygsektionen Åke Sundén. Han ansåg att spridningen var för stor för praktiskt användning då man behövde skjuta på mycket kort avstånd för god träffsäkerhet. Trots detta noterades det att inga skador på flygplan eller raketkanon hade påträffats.
För att öka träffsäkerheten modifierade Bofors i samarbete med MFI projektilen för att uppnå högre utgångshastighet. Detta uppföljdes av nya markprov då åtta av nio skott avfyrades utan anmärkning. Det nionde skottet hade fel på antändningen och projektilen föll till marken kort efter att den hade lämnat eldröret. Detta följdes att ytterligare fler flygprov där tolv projektiler sköts. Man kom fram till att raketkanonerna ska ha samma skottställning som akan/ksp och att fler prov behövde utföras för att förstå impulsprojektilernas användbarhet. 
Den 17 augusti började man planera de första preliminära installationerna på dåvarande tjänsteplan och framtida flygplan. Flygförvaltningen bedömde att man skulle fortsätta med flygtesterna och gav tummen upp den 22 november för att modifiera två B 17 med fyra raketkanoner enligt den preliminära tjänsteinstallationen. Uppdraget kompletterades i januari 1945 med prov om skottvis avfyrning eller om skottsalva var bäst lämpat vid anfall. Utprovningen med B 17 utfördes under januari 1945 vid F 6. Både mark- och luftskjutning utfördes med 41 projektiler avfyrade från luften. Installationen fungerade utan anmärkningar men vissa ändringar föreslogs för att minska isbildning på anordningen. Träffresultat på 300 meter ansågs godtagbart vilket var alldeles för kort för moderna snabba flygplan och man ställde krav på bättre träffresultat på längre skjutavstånd. Man hoppades kunna uppnå något bättre skjutavstånd med ändrad skottställning. Efter skjutprov gjordes prestanda prov med flygplan med och utan raketkanoner. Flygplan med raketkanoner var cirka 10–20 km/h långsammare än plan utan raketkanoner.

### IP-95

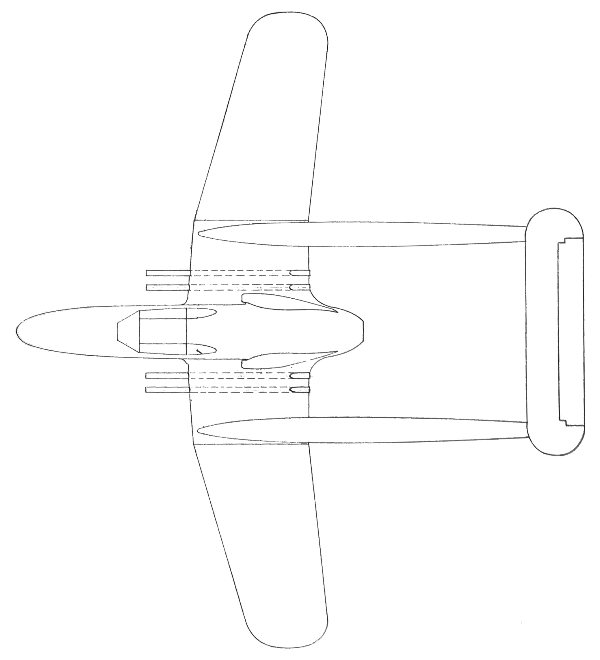
Saab 21R koncept med 95 cm IP.

Under början av 1945 hade Bofors projekterat en 95 mm impulsprojektil för attackuppdrag som fick namnet IP-95. IP-95 skulle skjutas från ett eldrör på ca 2 meter likt IP-62 och hade en krutladdning med samma brinntid. Även IP-95 stabiliserades av snedställda dysor i bakplanet. Projektilvikten var cirka 9 kg med en sprängladdning på 1,2 kg. Mynningshastigheten var cirka 200 m/s.
FC fick i uppdrag att undersöka om J 21 och B 18 kunde använda IP-95 samt att provskjuta denna från de två B 17 som redan hade modifierats för IP-62. Man skulle även undersöka om en fällbar utskjutningsanordning för åtta IP-95 kunde fungera på B 17. Då man trodde IP-95 kunde ge skador på B 17 vid avfyrning för nära kroppen gjordes markprov där det konstaterades att IP-95 behövde monteras 3 135 mm från flygplanet för att undvika skador på flygplanets stabilisator. Markprov visade även att det inte skulle vara möjligt att förse B 18 med IP-95 utan grövre modifieringar då man skulle behöva förstärka vingen då rekylkrafterna uppmätte 500 kp. Man var även rädd att bakblåsten skulle radera skevrodren. Installationen med fällbar utskjutningsanordning på B 17 fortsatte dock och var klar i juni 1945.
Under våren 1945 började man seriöst diskutera hur användbara IP egentligen var jämfört med raketer. Trots det uppenbara svaret så valde man att fortsätta med testerna tills projekteringen var fastställd. Man fortsatte med markprov på F 6 vilket resulterade i projektilsprängning vilket skadade både utskjutningsanordning och flygplan markant. Den troliga orsaken till projektilsprängning ansågs vara söndrade krutstavar som medförde för högt tryck i projektilhylsan.
Under testerna med IP-95 gjordes även markprov med "akustiska tändrör", en tidigt variant av zonrör som använde mikrofoner för att känna av ifall ett flygplan var nära. Det fungerade dock mycket dåligt och detta projektet lades ner.

### Slutsats
Under testen med IP var det mycket problem med det höga arbetstrycket som krävdes för att ge projektilerna den rotation som behövdes för att ge godtagbar stabilitet. För att uppnå detta arbetstryck behövde projektilerna vara av mycket god kvalité och ha mycket god hållfasthet. Speciellt "dysdelen" behövde vara felfri. Bortom projektilproblemen var det problem med utskjutningsanordningarna då dessa skapade stor fartnedsättning efter avfyrning om man inte kastade avfyrningsanordningen. Skottvidden behövde även ökas för samtliga IP.
Under diskussionerna kring förbättringar av IP kom man fram till att man inte kunde öka drivkraften då detta skulle öka potentialen för projektilsprängning. Detta ledde till att man avbröt all utveckling av IP i augusti 1945 efter erhållen projektilsprängning vid FC markprov på F 6. Förutom problemen med IP så hade man kommit fram till att raketer var bättre lämpade för framtida utveckling trots sitt något högre pris.